# عالم الحياة

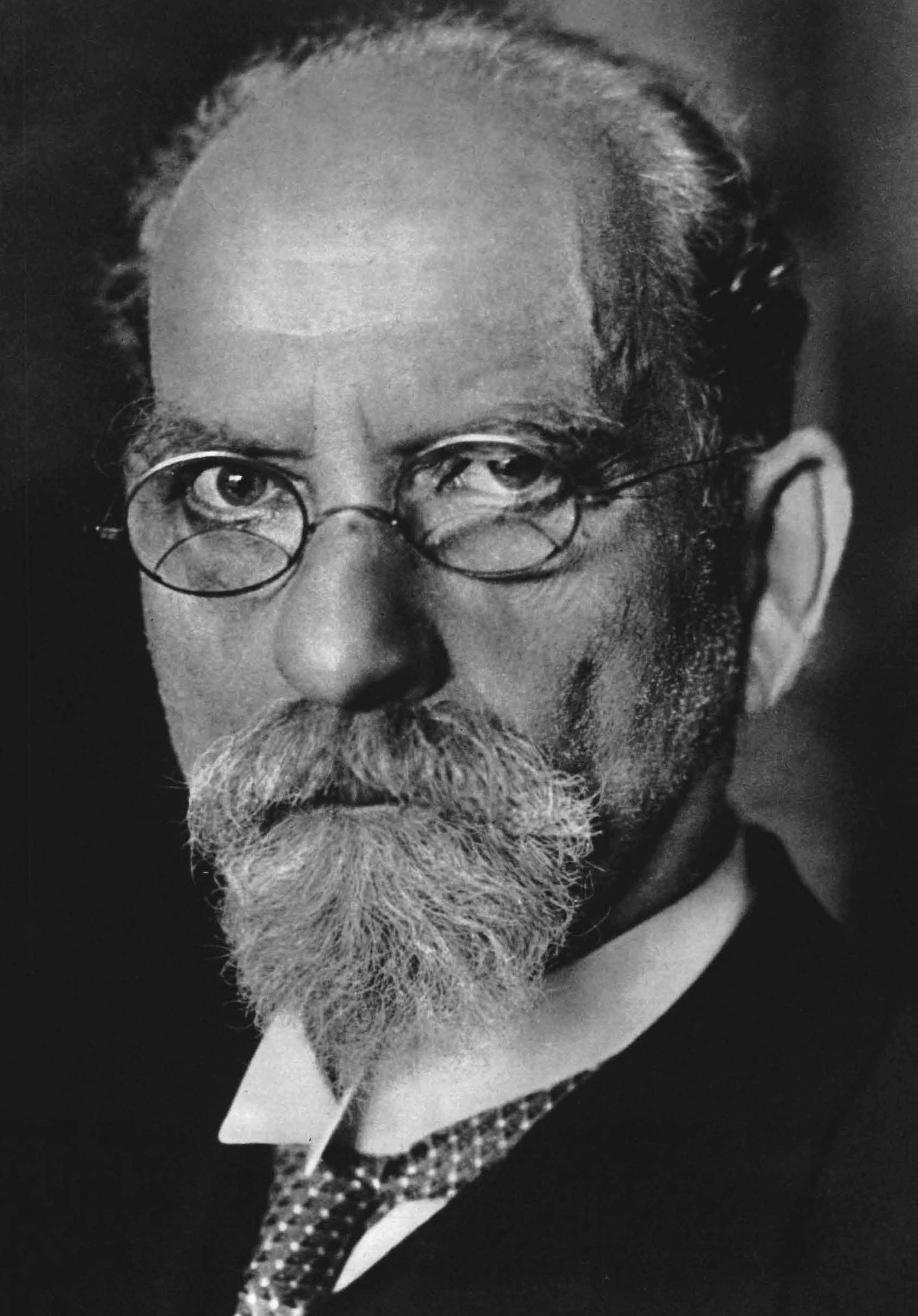

عالم الحياة، (بالإنجليزية: Lifeworld)، يمكن اعتباره ككون لما هو بديهي أو مُعطى، عالم قد يتعرض له الأشخاص معًا. بالنسبة لإدموند هوسرل، فإن عالم الحياة هو الأساس لجميع الاستفسارات المعرفية. إن المفهوم له أصل في علم الأحياء، والبروتستانتية الثقافية. يستخدم مفهوم عالم الحياة، في الفلسفة، وفي بعض العلوم الاجتماعية، وخاصة علم الاجتماع والأنثروبولوجيا. يعد عالم الحياة، نقطة انطلاق لما قبل المعرفة، لتحليل الظواهر.

## مفهوم الظواهر
قدم إدموند هوسرل، مفهوم عالم الحياة، في كتابه «أزمة العلوم الأوروبية وعلم الظواهر التجاوزي» (1936):
يشرح هوسرل، أن هذه المجموعة الذاتية المشتركة من التصور، الموجودة حاليا، ولأغراض بشرية، قادرة على الوصول إلى «حقيقة موضوعية»، أو على الأقل قريبة من الموضوعية قدر الإمكان. يعد «عالم الحياة» مسرحا كبيرا للأجسام، مرتبة ترتيبا متنوعا في المكان والزمان، بالنسبة إلى الموضوعات المدركة، وهو دائمًا موجود بالفعل، وهو «الأساس» لجميع «التجارب الإنسانية المشتركة». تأثرت صياغة هوسرل لعالم الحياة أيضا، بويلهيلم ديلثي «(مدة العلاقة)»، ومارتن هايدغر (كونها في العالم). تم تطوير هذا المفهوم بشكل أكبر من قبل طلاب هوسرل. ويمكن اعتبار عالم الحياة أفقًا لكل تجاربنا، بمعنى أنه تلك الخلفية التي تظهر عليها جميع الأشياء كأنها ذات مغزى. ومع ذلك، لا يمكن فهم عالم الحياة بطريقة ثابتة بحتة؛ إنها ليست خلفية غير قابلة للتغيير، ولكنها أفق ديناميكي نعيش فيه، و«يعيش معنا»، بمعنى أنه لا يمكن أن يظهر أي شيء في عالمنا الحياتي، باستثناء الحياة.
حتى إذا كان تاريخ الشخص مرتبطا ارتباطا وثيقا بعالمه الحياتي، وكل شخص لديه عالم حياة، فإن هذا لا يعني بالضرورة أن عالم الحياة هو ظاهرة فردية بحتة. تمشيا مع المفهوم الظاهري للداخل، يمكن لعالم الحياة أن يكون موضوعيا على الرغم من أن كل فرد يحمل بالضرورة عالم الحياة «الشخصي» الخاص به ("homeworld")؛ المعنى يمكن الوصول إليه بين الأغراض. مع ذلك، فإن (homeworld) يقتصر دائما على وجود عالم غريب. فيمكن توصيل «المعاني» الداخلية لهذا العالم الغريب.